# Línea 174 (Montevideo)
La línea 174 de la red de transporte urbano de Montevideo une la terminal Punta Carretas con Aviación Civil en Lezica. También cuenta con ramales que ingresan en la Terminal Colón y el Hospital Saint Bois.

## Recorridos
| LÍNEA 174 |

| IDA - Terminal Punta Carretas - Bulevar Artigas - Avenida Italia - Avenida Dr. Luis Alberto de Herrera - Avenida 8 de Octubre - Comercio - José Antonio Cabrera - Gobernador Viana - Juan J. Rousseau - Larravide - Av. José Pedro Varela - Avda. Dámaso Antonio Larrañaga - Robinson - Corredor General Flores - León Pérez - Francisco Romero - Santa Ana - Avda. Gral. San Martín - Hum - Juan Arteaga - Chimborazo - Avda. Burgues - Giro en U - Avda. Burgues - José María Silva - Avda. de las Instrucciones - Blvr. Aparicio Saravia - Enrique George - Cno. Casavalle - Corredor Garzón - Avda. Lezica - Cno. Melilla - Aeropuerto Internacional Ángel S. Adami - Aviación Civil Ida (Aviación Civil desde Hospital Saint Bois - ruta habitual por: - Corredor Garzón - Cno. Carmelo Colman - Andén 5 (Terminal Colón) - Cno. Carmelo Colman - Cno. Fauquet - Vehicular Peatonal - Hospital Saint Bois - Vehicular Peatonal - Guanahany - Av. Lezica, hacia Aviación | - Retorno (Aviación Civil) - (Aeropuerto Internacional Ángel S. Adami) - Cno. Melilla - Avda. Lezica - Corredor Garzón - Cno. Casavalle - Enrique George - Bvar. Aparicio Saravia - Avda. de las Instrucciones - Cno. Edison - Yucutujá - Dr. José Ma. Silva - Hum - Avda. Gral. San Martín - Santa Ana - Francisco Romero - Santiago Sierra - Corredor General Flores - Pte. Ing. José Serrato - Avellaneda - Comercio - Avenida 8 de Octubre - Avda. Dámaso A. Larrañaga - Avda. Luis A. de Herrera - Avenida Italia - Avelino Miranda - Bulevar Artigas - Terminal Punta Carretas Retorno (Melilla - Saint Bois) - Av. Lezica - Guanahany - Vehicular Peatonal - Hospital Saint Bois - Vehicular Peatonal - Cno. Fauquet - Cno. Carmelo Colman - Andén 4 (Terminal Colón) - Corredor Garzón Continúa a su ruta habitual... |

## Paradas
| Código | Parada                    | Conexión |
| ------ | ------------------------- | -------- |
| 2061   | Tabaré                    |          |
| 4850   | Ramón Fernández           |          |
| 2062   | Fco Solano Garcia         |          |
| 2063   | Benito Nardone            |          |
| 2064   | Ibiray                    |          |
| 2065   | 21 De Setiembre           |          |
| 2066   | Bv España                 |          |
| 2067   | Gral Arq Alfredo Baldomir |          |
| 2068   | Canelones                 |          |
| 2069   | Guana                     |          |
| 2070   | Palmar                    |          |
| 2109   | Hosp Pereira Rossell      |          |
| 2071   | Morales                   |          |
| 2121   | Pte. Lorenzo Batlle       |          |
| 2122   | Av. Dr. A. Ricaldoni      |          |
| 2123   | Estadio Centenario        |          |
| 2124   | Hosp. Clínicas            |          |
| 3443   | Juan Ortiz                |          |
| 3444   | Cardal                    |          |
| 3445   | Mateo Vidal               |          |
| 3446   | Asiló                     |          |
| 4865   | J. Batlle y Ordóñez       |          |
| 3190   | Ma. Stagnero de Munar     |          |
| 3192   | Comercio                  |          |
| 3029   | Asilo                     |          |
| 3524   | Joanico                   |          |
| 3493   | Pte Ing Jose Serrato      |          |
| 3570   | Avellaneda                |          |
| 3571   | Túnez                     |          |
| 3572   | Agaces                    |          |
| 3573   | Tomas Claramunt           |          |
| 3574   | Ayuntamiento              |          |
| 3575   | Antonio Serratosa         |          |
| 3576   | Pres Ing Jose Serrato     |          |
| 3158   | Elcano                    |          |
| 4853   | Av.Damaso A.Larrañaga     |          |
| 3555   | Pablo Perez               |          |
| 3556   | Bruselas                  |          |
| 2332   | Av. Gral. Flores          |          |
| 2724   | Juan Rosas                |          |
| 2725   | Juan Acosta               |          |
| 2726   | Norberto Ortiz            |          |
| 2727   | Francisco Romero          |          |
| 2730   | Guenoas                   |          |
| 2741   | Av. Gral. San Martín      |          |
| 2742   | Santiago Figueredo        |          |
| 2743   | Av. Burgues               |          |
| 3714   | Sorata                    |          |
| 3717   | Terminal Crio Norte       |          |
| 3718   | Dr José María Silva       |          |
| 1702   | Cro Norte Pta N.º 1       |          |
| 1703   | Cro Norte Pta N.º 2       |          |
| 1704   | Cro Norte Pta N.º 3       |          |
| 1706   | Pedro Fuentes             |          |
| 4480   | Dieulafoy                 |          |
| 1707   | Charcot                   |          |
| 1708   | Av De Las Instrucciones   |          |
| 1764   | Cno Edison                |          |
| 1765   | Bv. Aparicio Saravia      |          |
| 1766   | Julio J Casal             |          |
| 1767   | Baltimore                 |          |
| 1768   | Hamburgo                  |          |
| 1769   | Dante Alighieri           |          |
| 1770   | Cno Coronel Raíz          |          |
| 1739   | Estación Peñarol          |          |
| 1740   | Estrella Del Sur          |          |
| 1741   | Franklin                  |          |
| 1742   | Newton                    |          |
| 1743   | Alejandro Dumas           |          |
| 1744   | Lamartine                 |          |
| 1745   | Enrique George            |          |
| 2570   | Cno Casavalle             |          |
| 1732   | Tobati                    |          |
| 1733   | Roque Viera               |          |
| 4317   | Av Gral Eugenio Garzón    |          |
| 1162   | Carve                     |          |
| 1163   | Lanús                     |          |
| 5852   | Calderón de la Barca      |          |
| 979    | Yegros                    |          |
| 977    | Caacupe                   |          |
| 975    | Carlos Ott                |          |
| 973    | Gioia                     |          |
| 922    | Juan P Lamolle            |          |
| 924    | Niña                      |          |
| 926    | Santa Maria               |          |
| 4898   | Pinta                     |          |
| 930    | Guanahany                 |          |
| 932    | Veraguas                  |          |
| 934    | Peabody                   |          |
| 936    | Luis Morandi              |          |
| 938    | Mediodía                  |          |
| 941    | E Mdia Y Aviad Civile     |          |
| 942    | Calle N1                  |          |
| 790    | Cno Melilla               |          |

| Código | Parada                   | Conexión |
| ------ | ------------------------ | -------- |
| 943    | Calle N1                 |          |
| 940    | Cno Aviadores Civiles    |          |
| 939    | Mediodía                 |          |
| 937    | Luis Morandi             |          |
| 935    | Peabody                  |          |
| 933    | Veraguas                 |          |
| 931    | Guanahany                |          |
| 928    | Pinta                    |          |
| 927    | Santa Maria              |          |
| 925    | Niña                     |          |
| 923    | Juan P Lamolle           |          |
| 972    | Volta                    |          |
| 974    | Carlos Ott               |          |
| 976    | Caacupe                  |          |
| 978    | Yegros                   |          |
| 5853   | Av. Gral. Eugenio Garzón |          |
| 1192   | Plaza Colon              |          |
| 1193   | Carve                    |          |
| 4961   | Roque Viera              |          |
| 4962   | Tobati                   |          |
| 1734   | Cno Manuel Fortet        |          |
| 2571   | Bv.Aparicio Saravia      |          |
| 1746   | Lamartine                |          |
| 1747   | Alejandro Dumas          |          |
| 1748   | Newton                   |          |
| 1749   | Franklin                 |          |
| 1750   | Monterroso               |          |
| 4871   | Camoens                  |          |
| 1753   | Dante Alighieri          |          |
| 1754   | Hamburgo                 |          |
| 1755   | Baltimore                |          |
| 1756   | Julio J Casal            |          |
| 1757   | Av De Las Instrucciones  |          |
| 1758   | Cno Edison               |          |
| 1759   | Dr José María Silva      |          |
| 1697   | Charcot                  |          |
| 1698   | Dieulafoy                |          |
| 4966   | Pedro Fuentes            |          |
| 1705   | Cro Norte Pta N.º 3      |          |
| 1699   | Cro Norte Pta N.º 2      |          |
| 1700   | Burgues                  |          |
| 1701   | Av Burgues               |          |
| 2744   | Santiago Figueredo       |          |
| 2745   | Gral.San Martín          |          |
| 2773   | Guenoas                  |          |
| 2728   | Leon Perez               |          |
| 2720   | Norberto Ortiz           |          |
| 2721   | Juan Acosta              |          |
| 2722   | Juan Rosas               |          |
| 2723   | Gral.Flores              |          |
| 2223   | San Petersburgo          |          |
| 3558   | Bruselas                 |          |
| 3559   | Cnel Guillermo Muñoz     |          |
| 3560   | Jaime Roldos y Pons      |          |
| 3561   | San Gabriel              |          |
| 3562   | Av.Damaso A.Larrañaga    |          |
| 3563   | Av.Jose Pedro Varela     |          |
| 3564   | 20 de Febrero            |          |
| 3565   | Algarrobo                |          |
| 3566   | Tomas Claramunt          |          |
| 3567   | Agaces                   |          |
| 3568   | Túnez                    |          |
| 3569   | Avellaneda               |          |
| 3499   | Himalaya                 |          |
| 551    | Juan Jacobo Rousseau     |          |
| 3530   | 8 de Octubre             |          |
| 3226   | Felipe Sanguinetti       |          |
| 3227   | J. Batlle y Ordóñez      |          |
| 3228   | Agustín Abreu            |          |
| 3229   | Av.Damaso A.Larrañaga    |          |
| 3461   | Impasa / SMI             |          |
| 4517   | Av. Italia               |          |
| 3886   | P. Escuder Núñez         |          |
| 2189   | Hosp. Clínicas           |          |
| 2190   | Av. Centenario           |          |
| 2191   | Av Dr Manuel Albo        |          |
| 2192   | Pte. Berro               |          |
| 2108   | Tres Cruces              |          |
| 2110   | Hosp Pereira Rossell     |          |
| 556    | Av Gral Rivera           |          |
| 2112   | Chaná                    |          |
| 2113   | Canelones                |          |
| 2055   | Edil Hugo Prato          |          |
| 2056   | 21 De Setiembre          |          |
| 2057   | Domingo Cullen           |          |
| 2058   | Benito Nardone           |          |
| 2059   | Av Julio Maria Sosa      |          |
| 2060   | Ramon Fernández          |          |
| 4967   | Tabaré                   |          |
| 4991   | Manuel J Errazquin       |          |

## Barrios Servidos
El 174 pasa por los barrios: Punta Carretas, Parque Rodó, Cordón, Tres Cruces, Parque Batlle, La Blanqueada, La Unión, Villa Española, Perez Castellanos, Cerrito de la Victoria, Joanicó, Lavalleja, Peñarol, Pueblo Ferrocarril, Colón, Lezica y Melilla.

## Destinos Intermedios
Ida:
1. Terminal Colón
2. Peñarol: (Aparicio Saravia y Shakespeare)
3. Hospital Saint Bois (por Camino Colman)

Vuelta:
1. Gral. Flores y Serrato
2. 8 de Octubre y Comercio
3. Blvr. Artigas y Rivera